# Mountain Lakes
Mountain Lakes ist ein Census-designated place in den Towns Haverhill und Bath im Grafton County im US-Bundesstaat New Hampshire. Die Volkszählung von 2020 erfasste 504 Einwohner. Der CDP wurde im Jahr 2010 erstmals vom Census definiert. Der in Haverhill gelegene Teil des CDP ist eine eigenständig verwaltete Siedlung mit eigener Planungskommission, eigener Wasserversorgung und eigenem Freizeitprogramm, der ein dreiköpfiger, gewählter Stadtrat vorsteht.

## Lage
Der Ort liegt im Norden von Haverhill auf der Grenze zu Bath bei den Koordinaten 44° 7' 47.06" Nord und 71° 57' 36.21" West auf einer Höhe von 233 Metern über dem Meeresspiegel. Die 9,4 km² große Fläche des Gebietes setzt sich zusammen aus 9,1 km² Land- und 0,3 km² Wasserfläche. In Bath reicht das Gebiet bis an den Wild Ammonoosuc River und zur Swiftwater Bridge. Entlang des Flusses verläuft die New Hampshire State Route NH-112 zwischen Woodsville und North Woodstock.